# اله‌سار
اِلِه‌سار، که در رشته‌افسانه‌ٔ آفریدهٔ جان رونالد روئل تالکین، لقب آراگورن دوم هم است، در اصل، جواهری بسیار مشهور و زمردین است که در ماجرای ارباب حلقه‌ها، بانو گالادریل هنگام ترک لوتلورین توسط گروه یاران حلقه (در انتهای دوره سوم در سرزمین میانه) آن را به آراگورن دوم (متولد ۲۹۳۱ دوره سوم، مرگ ۱۲۰ دوره چهارم) بازپس داد و به خاطر همین جواهر بود که آراگورن هنگام ورود به میناس تیریث از جانب مردم شهر، جواهر الفی نامیده شد همان نامی که در ترانه‌ها و افسانه‌ها برای او در هنگام رسیدن به پادشاهی پیش‌بینی شده بود و بعد از تاج‌گذاری به عنوان شاه اله‌سار تأسیس حکومت کرد.

## خصوصیات
در مورد آن گفته شده که هر کس که به آن جواهر نگاه می‌کرد و در آن خیره می‌شد قلبش مالامال از شور و نشاط و پاکی می‌گشت و جوانی گذشته خود را باز می‌یافت، و دستی که آن جواهر را حمل می‌کرد شفا بخش دردها و جراحات وآلام دیگران بود. نگاه کنید به افسانه‌های ناتمام.

## پیشینه
در مورد خاستگاه اله‌سار چندین روایت وجود دارد. در کتاب افسانه‌های ناتمام در این مورد آمده: انردهیل (به انگلیسی: Enerdhil) جواهرساز و صنعت‌گر اهل گوندولین بود. می‌گویند که او بزرگ‌ترین جواهر ساز نولدور بعد از فئانور در میان الف‌ها بود، و عاشق طبیعت و رویندگان سبز. پس جواهری ساخت که نورشفاف و زلال آفتاب را در خود محبوس و ذخیره کرده بود و به رنگ سبز برگ‌های درختان می‌نمود.
هنگامی که او جواهر خود را ساخت حتی نولدور هم که سیلماریل‌های زیبای فئانور را دیده بودند، از دیدن آن جواهر به شگفت آمدند. جواهر به ایدریل که زیباترین بانوی گوندولین بود، داده شد، او هم آن را به ائارندیل (پسر خود) داد و توسط ائارندیل به والینور برده شد و او هرگز آن را باز نگرداند. داستان جواهر از اینجا به دو قسمت تقسیم می‌شود:
۱-گندالف آن جواهر را با خود باز پس آورد و آن را به گالادریل تقدیم کرد، به عنوان هدیه‌ای از طرف یاوانا (ایزدبانویوالار) به نشانهٔ این که آن‌ها از حوادث سرزمین میانه دست نکشیده‌اند، چون گالادریل از تبعید دلتنگ بود و از زوال موجودات و درختان و جهان در اطرافش در سرزمین میانه خسته و هوای سرزمین فنا ناپذیران را داشت. در این روایت آمده که گندالف به گالادریل اظهار کرد که او با این جواهر می‌تواند محل زندگیش را تبدیل به زیباترین در سرزمین میانه کند اما فقط مدتی به عنوان حامل و نگاهدارنده جواهر خواهد بود تا زمانیکه آن را به کسی که بعدها اله‌سار خوانده خواهد شد تقدیم کند.
۲- روایت دیگر به این صورت است که گالادریل از ماندن در سرزمین میانه به تنگ آمده بود و به چیزی برای التیام دردهایش احتیاج داشت و کله‌بریمبور که عاشق گالادریل بود به درخواست او جواهر اله‌سار را دوباره ساخت. در مورد کله‌بریمبور گفته شده که او در گوندولین شاگرد انردهیل بوده و مهارت و دانش او را فرا گرفته، اما بعدها کلبریمبور (سازنده حلقه‌های قدرت) مهارت خود را تکمیل کرده چیره‌دست‌تر از انردهیل شده بود و بعد از فئانور بزرگ بی نظیر بوده.
اما یک نسخهٔ دیگر از این داستان ذکر شده که با قبلی‌ها متفاوت است، در این روایت از انردهیل نامی برده نشده و کله‌بریمبر خود سازنده جواهر اصلی در گوندولین خوانده شده‌است، ائارندیل آن جواهر را برای همیشه با خود به والینور برد و در دوران سوم گالادریل از کله‌بریمبر ساختن یکی دیگر از آن را در خواست کرد. به هر حال همه داستان‌ها به تملک این جواهر توسط گالادریل در پایان دوران سوم ختم می‌شوند.
او آن را به کلبریان (دخترش) هدیه کرد و سپس به بانو آرون رسید. با این وجود آرون آن را نزد گالادریل باقی گذاشت. جایی در کتاب یاران حلقه گفته شده که آراگورن به بیلبو بگینز اصرار کرد که جواهر سبز رنگ را در ترانه ائارندیل بگنجاند، او اهمیت و نقش آن جواهر را در زندگی خودش در آینده را احساس می‌کرد یا از ترانه‌ها و پیشگویی‌های که در مورد خودش و آن جواهر شده بود اطلاع داشت؛ بیلبو تقاضای آراگورن را قبول کرد اما از قرار معلوم از داستان و تاریخچه جواهر الفی اطلاع نداشت و شی مورد نظر آراگورن را فقط یک زمرد سبز رنگ بحساب آورده.
این‌ها نظرات انتهایی تالکین در این مورد بودند اما یک متن کوچک در جلد ۱۱ تاریخ سرزمین میانه نشان می‌دهد که تالکین حالت دیگری را هم برای تاریخچهٔ این جواهر تصور کرده بوده، کریستوفر تالکین در این مورد می‌نویسد: « یک دست‌نوشته با مداد از پدرم در بالای این پاراگراف و در این صفحه باقی مانده (در کتاب سیلماریلیون)، در آن نوشته شده که جواهر سبز فئانور به‌وسیله مایدروس به فینگون داده شد. این می‌تواند یک ارجاع از اله‌سار باشد که در انتها به آراگورن داده شد. سطور نوشته شده بعد از آن دلالت بر این دارد که این جواهر سبز رنگ را فئانور در هنگام مرگ به مایدرس داده بوده. این کاملاً واضح و آشکار است و من فکر می‌کنم در آن زمان پدرم این چنین پیش‌زمینه‌ای را برای اله‌سار تصور می‌کرده که بعدها در ارباب حلقه‌ها ظاهر شده، اما نظرش تغییر کرده.»از نوشته پیشین برمی‌آید که تالکین در ابتدا اله‌سار رو ساختهٔ خود فئانور تصور کرده بوده.

## ریشه یابی واژه اله‌سار
کلمهٔ اله‌سار تشکیل شده از دو قسمت است: Elen + sar. بخش اول به معنی ستاره و مترادف با کلمه El است و sar به معنی سنگ. پس معنی دقیق این کلمه می‌شود: «گوهر (سنگ) ستارگان». از طرف دیگر کلمه El به عنوان مترادف (یا در حقیقت مخففی) برای الف هم به کار رفته برای همین می‌توانیم این ترکیب را ما به ازای ترکیب Elf Stone بگیریم و آن را «گوهر الفی» برگردانیم.
Elessar گاهی اوقات (ولی بسیار به ندرت) معادل کلمه Ælfwine هم استفاده شده‌است، این کلمه در نسخه‌های اولیه کتاب افسانه‌های گمشده برای یک انسان به کار برده شده، اولین مرد از میان دومین دسته از فرزندان ایلوواتار که راه رسیدن به آمان رو جستجو کرد و در پیش گرفت و بالاخره توانست تول ارسئا را ببیند.
این راه که بعد از آکلابث و خم شدن دریاها به وجود آمد، به بلگار ختم می‌شود و تنها الف‌ها و کسانی که والار اجازه بدهند می‌توانند از آن گذشته و به آن سوی دریاها برسند. کشتی‌هایی که اجازه ورود به این راه را پیدا می‌کنند و آن را در پیش می‌گیرند در چشم کسانی که از ساحل آن‌ها را می‌بینند کم‌کم کوچک شده و ناگهان ناپدید می‌شوند و در پس افق پایین نمی‌روند.
این کلمه از زبان آنگلوساکسون باستان منشا می‌گیرد. Ælfwine برای الندیل هم استفاده شده بوده و اگر آن را معادل با Elessar در نظر بگیریم، می‌شود گفت لقب اله‌سار هم برای الندیل که بنیان‌گذار پادشاهی در سرزمین میانه بود و هم برای آراگورن که احیا کنندهٔ آن است به کار رفته‌است.